# دهوییه (گلباف)
دهوییه یک روستا در ایران است که در بخش گلباف شهرستان کرمان واقع شده‌است. دهوییه ۲۳۵ نفر جمعیت دارد.

## جمعیت
این روستا در دهستان جوشان قرار دارد و براساس سرشماری مرکز آمار ایران در سال ۱۳۸۵، جمعیت آن ۲۳۵ نفر (۴۷ خانوار) بوده‌است.